# Бера
Бѐра (на италиански: Berra, на местен диалект la Bèra, ла Бера) е градче в северна Италия, община Рива дел По, провинция Ферара, регион Емилия-Романя. Разположено е на 2 m надморска височина.